# تاش سفلی
تاش سفلی یکی از روستاهای شهرستان شاهرود در استان سمنان ایران است.
این روستا در دهستان خرقان در بخش بسطام جای دارد. جمعیت روستای تاش‌سفلی بر پایه نتایج سرشماری سال ۱۳۸۵ برابر با ۱۴۹ نفر بوده است.